# Michael Minkenberg
Michael W. Minkenberg (* 27. März 1959 in Bebra) ist ein deutscher Politikwissenschaftler und Inhaber des Lehrstuhls für vergleichende Politikwissenschaft an der Europa-Universität Viadrina in Frankfurt (Oder).

## Leben
Minkenberg studierte Politikwissenschaft, Mittlere und Neue Geschichte und Volkswirtschaftslehre in Heidelberg, Freiburg im Breisgau, Bonn, Köln und Washington, D.C. (Master of Arts in Government). 1989 wurde er bei Klaus von Beyme an der Ruprecht-Karls-Universität Heidelberg mit der politikwissenschaftlichen Dissertation Neokonservatismus und Neue Rechte in den USA. zum Dr. phil. promoviert.
Von 1989 bis 1997 war er wissenschaftlicher Assistent an der Georg-August-Universität Göttingen, in dieser Zeit von 1991 bis 1995 Gastdozent (DAAD) am Department of Government der Cornell University in Ithaca, New York. 1997 habilitierte er sich an der Universität Göttingen mit der Arbeit Die neue radikale Rechte im Vergleich. USA, Frankreich, Deutschland (Gutachter: Walter Euchner, Wolfgang Gessenharter, Peter Lösche und Rudolf von Thadden).
1997/98 war er Lehrstuhlvertreter am Institut für Politische Wissenschaft in Heidelberg. 1998 wechselte er an die Europa-Universität Viadrina in Frankfurt (Oder). 2003 war er Gastprofessor an der Columbia University und der New York University in New York. Von 2007 bis 2010 war er Inhaber des Max Weber Chair for German and European Studies an der New York University.
Von 1999 bis 2002 und von 2004 bis 2007 war er Vizepräsident für Internationale Angelegenheiten an der Universität Frankfurt (Oder). Von 2000 bis 2007 wirkte er als Sprecher der Sektion „Vergleichende Politikwissenschaft“ der Deutschen Vereinigung für Politikwissenschaft. Überdies ist er Mitglied der Standing Group „Extremism and Democracy“ im European Consortium for Political Research (ECPR) und der American Political Science Association (APSA).
Er ist u. a. Mitglied im Editorial Board der Zeitschrift Comparative European Politics.

## Schriften (Auszug)
- Neukonservatismus und neue Rechte in den USA. Neuere konservative Gruppierungen und Strömungen im Kontext sozialen und kulturellen Wandels (= Nomos-Universitätsschriften / Politik. Bd. 14). Nomos, Baden-Baden 1990, ISBN 3-7890-2164-4.
- Die neue radikale Rechte im Vergleich. USA, Frankreich, Deutschland. Westdeutscher Verlag, Opladen u. a. 1998, ISBN 3-531-13227-X.
- mit Ulrich Willems (Hrsg.): Politik und Religion (= Politische Vierteljahresschrift. Sonderheft 33). Westdeutscher Verlag, Wiesbaden 2003, ISBN 3-531-13718-2
- mit Sabine Kropp (Hrsg.): Vergleichen in der Politikwissenschaft. VS Verlag für Sozialwissenschaften, Wiesbaden 2005, ISBN 3-531-13876-6.
- The radical right in Europe. An overview. Verlag Bertelsmann Stiftung, Gütersloh 2008, ISBN 978-3-86793-028-4.
- (Hrsg.): Historical Legacies and the Radical Right in Post. Cold War Central and Eastern Europe (= Soviet and post-Soviet politics and society. Vol. 100). Ibidem-Verlag, Stuttgart 2010. ISBN 978-3-8382-0124-5.
- (Hrsg.): Power and Architecture. The Construction of Capitals and the Politics of Space (= Space and Place. Vol. 12). Berghahn Books, Oxford 2014. ISBN 978-1-78238-009-2.
- (Hrsg.): Transforming the transformation?. The East European Radical Right in the Political Process (= Extremism and Democracy). Routledge, London 2015, ISBN 978-1-138-83183-4.
- The Radical Right in Eastern Europe: Democracy under Siege? Palgrave, New York 2017. ISBN 978-1-349-95147-5
- Macht und Architektur. Hauptstadtbau, Demokratie und die Politik des Raumes. VS Springer, Wiesbaden 2020. ISBN 978-3-658-29487-8